# Korolcza
Korolcza (ukr. Корольча) – wieś na Ukrainie, w obwodzie czernihowskim, w rejonie czernihowskim, w hromadzie Lubecz. W 2001 liczyła 151 mieszkańców.